# Бесконечный бассейн (фильм)
«Бесконечный бассейн» (англ. Infinity Pool) — художественный фильм режиссёра Брэндона Кроненберга. Главную роль исполнили Миа Гот и Александр Скарсгард.
Мировая премьера фильма состоялась в январе 2023 года на кинофестивале «Сандэнс», в кинопрокат он вышел 27 января 2023 года.

## Синопсис
Богатая парочка, Джеймс и Эм Фостер наслаждаются пляжным отдыхом по системе «всё включено» на вымышленном острове Ла Толка, в то время как несчастный случай обнажает извращенную субкультуру курорта — гедонистический туризм, безрассудное насилие и сюрреалистические ужасы.

## В ролях
- Александр Скарсгард — Джеймс Фостер, писатель
- Клеопатра Коулман — Эм Фостер
- Миа Гот — Габи Бауэр
- Джалиль Леспер — Альбан Бауэр
- Томас Кречман — Треш, детектив
- Аманда Брюгел — Дженнифер
- Кэролайн Бултон — Бекс
- Джон Ральстон — Боб Модан, доктор
- Джефф Рикеттс — Чарли
- Родерик Хилл — гость

## Производство

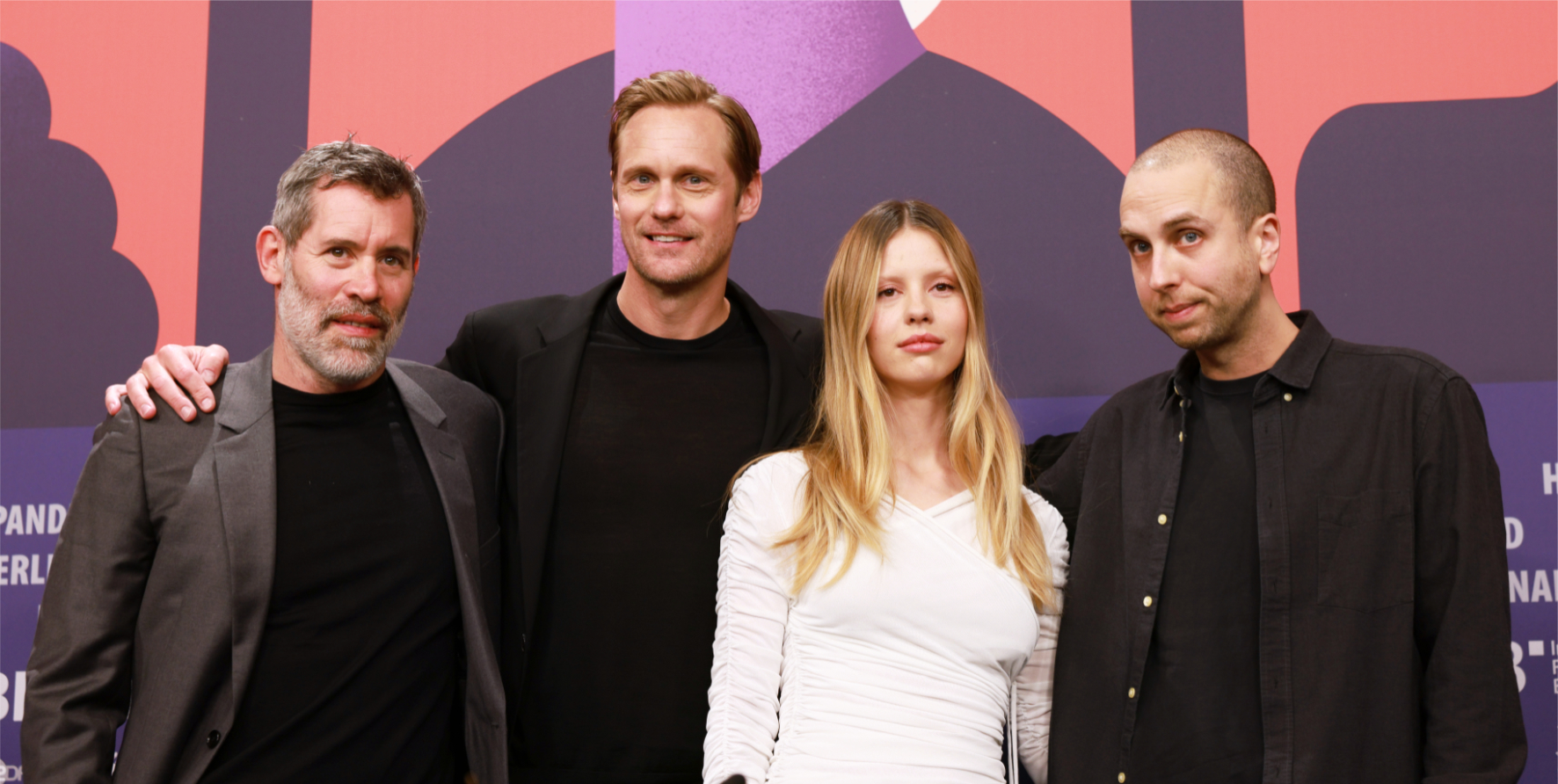
Исполнители главных ролей, Александр Скарсгард, Миа Гот и Джалиль Леспер, в компании режиссёра Брэндона Кроненберга на «Берлиналле»

Режиссёром и автором оригинального сценария будущего фильма стал Брэндон Кроненберг. В мае 2019 года совместным производством фильма займутся Канада, Венгрия и Франция. В ноябре 2020 года, места съёмок были в выбраны в Хорватии и Венгрии, а начало съёмок перенесено на 2021 год. В июне 2021 года стало известно, что дистрибуцией фильма будет заниматься компания Elevation Pictures в Канаде и компания Neon в США.
В июне 2021 года Александр Скарсгард получил главную роль в фильме. После начала съёмок к актёрскому составу присоединились Миа Гот, Томас Кречман, Аманда Брюгел, Кэролайн Бултон, Джон Ралстон, Джефф Рикеттс, Джалиль Леспер и Родерик Хилл.
Съемки начались в октябре 2021 года на курорте Amadria Park в Шибенике, позднее продолжились в Венгрии.
Мировая премьера фильма состоялась в январе 2023 года на кинофестивале «Сандэнс». В кинопрокат он выйдет 27 января 2023 года.

## Критика
На сайте Rotten Tomatoes фильм имеет рейтинг 84 % основанный на 50 отзывах, со средней оценкой 7/10. На Metacritic средневзвешенная оценка составляет 73 из 100 на основе 20 рецензий.